# Gabrielle Mosch
Pour les articles homonymes, voir Mosch.
Gabrielle Mosch née le 21 décembre 1999, est une joueuse néerlandaise de hockey sur gazon. Elle évolue au poste de défenseure au SV Kampong et avec l'équipe nationale néerlandaise.

## Carrière
- Elle a fait ses débuts en équipe première le 8 avril 2022 contre l'Inde à Bhubaneswar lors de la Ligue professionnelle 2021-2022[1].

## Palmarès
- : 2e à la Ligue professionnelle 2021-2022.